# Proliskî, Icinea
Proliskî (în ucraineană Проліски) este un sat în comuna Petrușivka din raionul Icinea, regiunea Cernihiv, Ucraina.

## Demografie
Componența lingvistică a localității Proliskî
     Ucraineană (92,86%)
     Rusă (7,14%)
Conform recensământului din 2001, majoritatea populației localității Proliskî era vorbitoare de ucraineană (92,86%), existând în minoritate și vorbitori de rusă (7,14%).